# Heterolimnophila truncata
Heterolimnophila truncata är en tvåvingeart som först beskrevs av Alexander 1922.  Heterolimnophila truncata ingår i släktet Heterolimnophila och familjen småharkrankar. Inga underarter finns listade i Catalogue of Life.